# Pseudomastax pictifrons
Pseudomastax pictifrons is een rechtvleugelig insect uit de familie Eumastacidae. De wetenschappelijke naam van deze soort is voor het eerst geldig gepubliceerd in 1922 door Bruner.